# ستوني بروك (نيويورك)
ستوني بروك هي قرية صغيرة تقع في بلدة Brookhaven في مقاطعة سوفولك ، نيويورك ، على الشاطئ الشمالي من لونغ آيلاند . بدأت في الحقبة الاستعمارية كجيوب زراعية، شهدت القرية نموًا أولاً كمدينة منتجع ثم إلى حالتها الحالية باعتبارها واحدة من المدن السياحية الكبرى ومراكز التعليم في لونغ آيلاند. على الرغم من أن السكان والسائحين على حد سواء يشار إليهم بالقرية على أنهم قرية ، إلا أن الولاية لم تدمجها ستوني بروك بشكل قانوني. كان عدد السكان 13740 في تعداد 2010 .
تعتبر مقر الجامعي الرئيسي لجامعة ستوني بروك ، وهو مركز بحث رئيسي داخل جامعة ولاية نيويورك ، وكذلك مدرسة ستوني بروك، وهي مدرسة تحضيرية لكلية خاصة. كما أنها موطن لمتحف لونغ آيلاند للفن والتاريخ والعربات الأمريكية ومركز قرية ستوني بروك، وهو مركز تجاري تتم صيانته بشكل خاص ومخطط لأسلوب قرية نيو إنجلاند التقليدية.

## التاريخ

### الأصول والتاريخ المبكر
أول استقرار في ستوني بروك يعود لأول مرة في أواخر القرن السابع عشر . كان معروفًا في الأصل بالاسم الأصلي Wopowog ثم باسم Stoney Brook ، حيث يشير كلا الاسمين على الأرجح إلى المسطحات المائية المترابطة عند الحافة الغربية للقرية. بدأ كمجتمع تابع متنقل من سيتوكيت المجاورة، نيويورك، وتعتبر أول مستوطنة لبلدة بروكهافن، وتم تضمين أرضها في الشراء الأولي لعام 1655 من قبيلة سيتالكوت الأصلية.

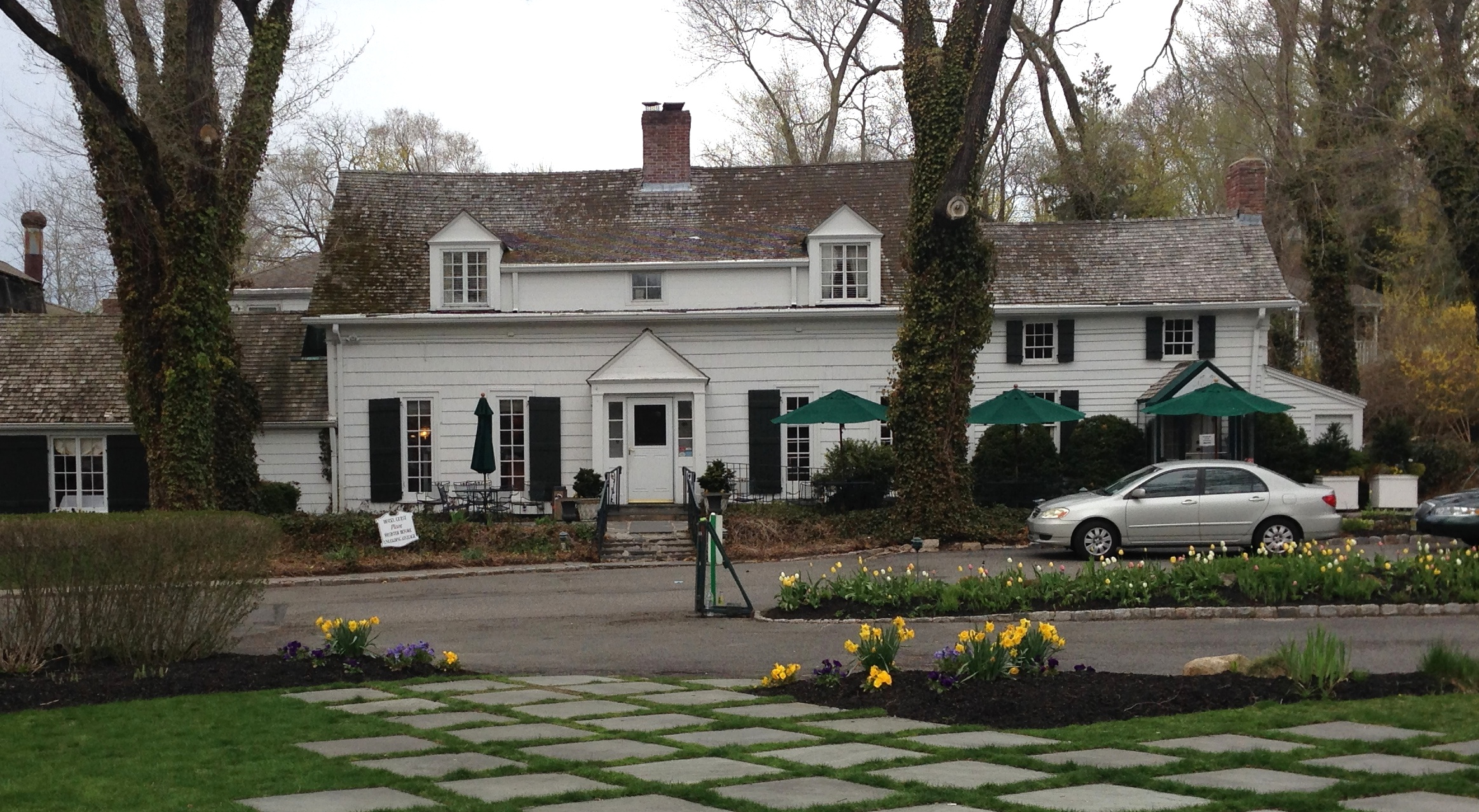
نزل ذا ثري فيليج ، الذي يقع في منزل 1751 ريتشارد هالوك

تم بناء طاحونة طاحونة في عام 1699 على الجسم المائي المعروف الآن باسم Mill Pond . الهيكل الحالي، الذي حل محل الأصل في 1751، الحبوب المطحونة في أربعينيات القرن الماضي ومنذ ذلك الحين تم إعادة استخدامها في الجولات العامة. بالنسبة للخدمات الدينية والتعليم، كان على سكان القرية الأصليين حضور مؤسسات في المجتمعات المجاورة في Setauket و St. James . في النصف الأخير من القرن الثامن عشر، بدأ النشاط في التحول من منطقة المطحنة شمالًا نحو المرفأ حيث تم بناء مساكن جديدة، لا يزال عدد منها قائمًا.
كانت ستوني بروك منطقة نائية خلال القرن الثامن عشر بجانب قدر متواضع من التجارة بالقرب من المصنع عند تقاطع الشارع الرئيسي وطريق الميناء. تعثر تطوير المجتمع بسبب المرفأ الذي يصعب الوصول إليه بالنسبة إلى سيتوكيت القريبة وبورت جيفرسون . في 1840s، رسام المحلي وليام سيدني جبل قاد الدعوة إلى المرفأ التجريف. تم الانتهاء من ذلك مرتين، ولكن بعد امتلاء الميناء في المرتين تم التخلي عن الجهد. تفتقر Stony Brook إلى موارد مستوطنات المرفأ المجاورة لها، وقد بنى اقتصادها على الزراعة وصناعة الأخشاب.

### نمو
وصل طريق السكك الحديدية لونغ آيلاند إلى ستوني بروك في سبعينيات القرن التاسع عشر، مما أدى إلى إنشاء رابط سهل بين مدينة نيويورك ومواطني ستوني بروك. سرعان ما أصبح ستوني بروك منتجعًا صيفيًا شهيرًا لسكان المدينة الذين يحاولون الهروب من مخاطر وضغوط الحياة الحضرية . ساعد إنشاء جمعية Stony Brook في عام 1909 أيضًا في جذب المزيد من السكان إلى المنطقة المحلية. قام عدد من هؤلاء الوافدين الجدد ببناء منازل وأكواخ، والعديد منها إما تم صنعه في الأصل للاستخدام على مدار العام أو تم تحويله إلى مثل ذلك.

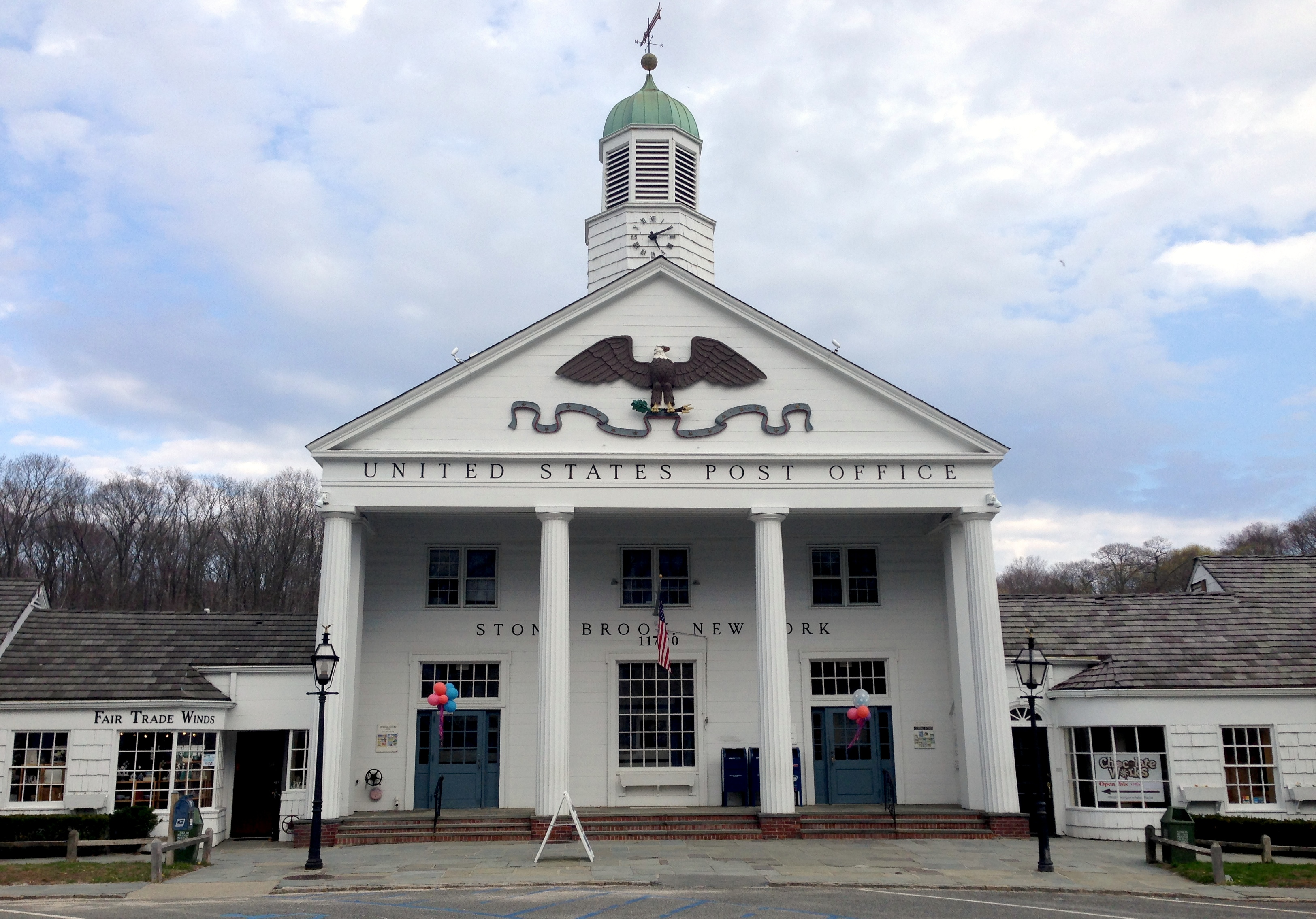
مكتب البريد المحلي ، محور مركز قرية ستوني بروك

ومع ذلك، كانت غالبية المساكن من المزارعين ورجال الأعمال المحليين الذين يعتمدون على جميع الضروريات التي يسهل الوصول إليها. كانت معظم الشركات في ذلك الوقت على قطعة الأرض المدمجة التي ستصبح القرية الخضراء المعاصرة. على عكس اليوم، كانت المحلات التجارية في هذه المنطقة نفعية ومرتبة بشكل عشوائي.
يرتبط تاريخ «القرية» غير المدمجة ارتباطًا وثيقًا بتاريخ وارد ميلفيل ، رجل الأعمال المحلي الذي كان يمتلك ما سيصبح شركة CVS . عند نقطة واحدة مملوكة كثيرا ما صاغ عائلته كمنطقة ثلاثة قرية (تتألف من ستوني بروك، في قرية Setauket ، وأدرجت قرية الميدان قديم).

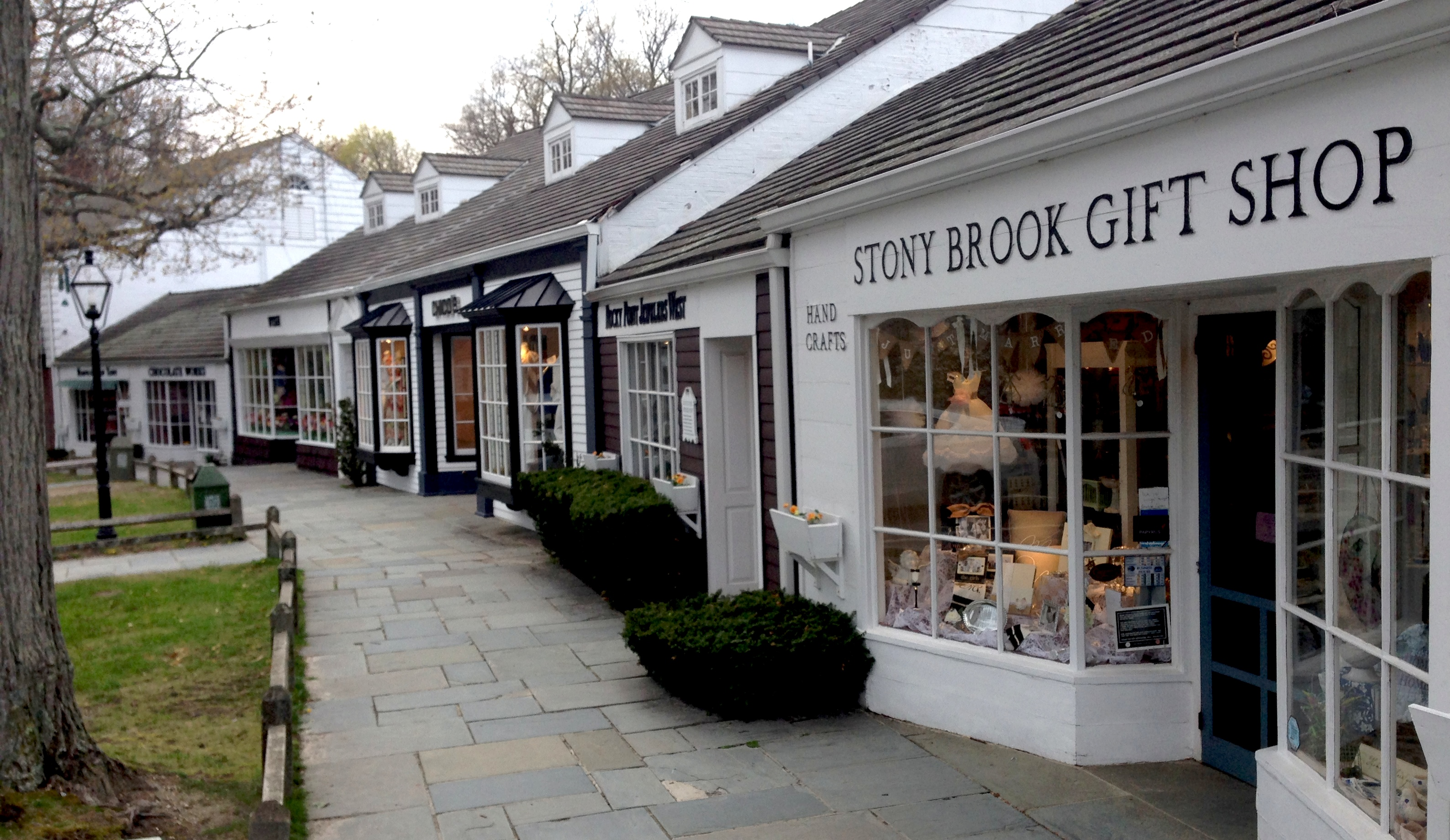
متاجر في مركز قرية ستوني بروك

بدءًا من عام 1939 مع إنشاء صندوق مجتمع ستوني بروك الخاص به، استخدم Melville ثروته لبدء تحويل جزء من القرية إلى فكرته عن قرية نيو إنجلاند المثالية، Stony Brook Village Center ، مع مباني اللوح البيضاء ومتاجر غريبة. كان التركيز في المركز السابق لتجارة القرية، والذي يتكون الآن من قرية خضراء وهلال من المتاجر المزينة بالممرات الحجرية والبستنة الموسمية. لتحقيق ذلك، نقل ملفيل العديد من المتاجر الموجودة في المؤامرة إلى الهلال وعدّل تفاصيلها من أجل الاتساق، وهو نموذج تصميم مشابه لنموذج كولونيال ويليامزبرغ. كقطعة مركزية للهلال، بنى ملفيل مكتب Stony Brook Post Office ، مزينًا بنسر كبير يرفرف بجناحيه بمناسبة كل ساعة.

### التنمية الحديثة

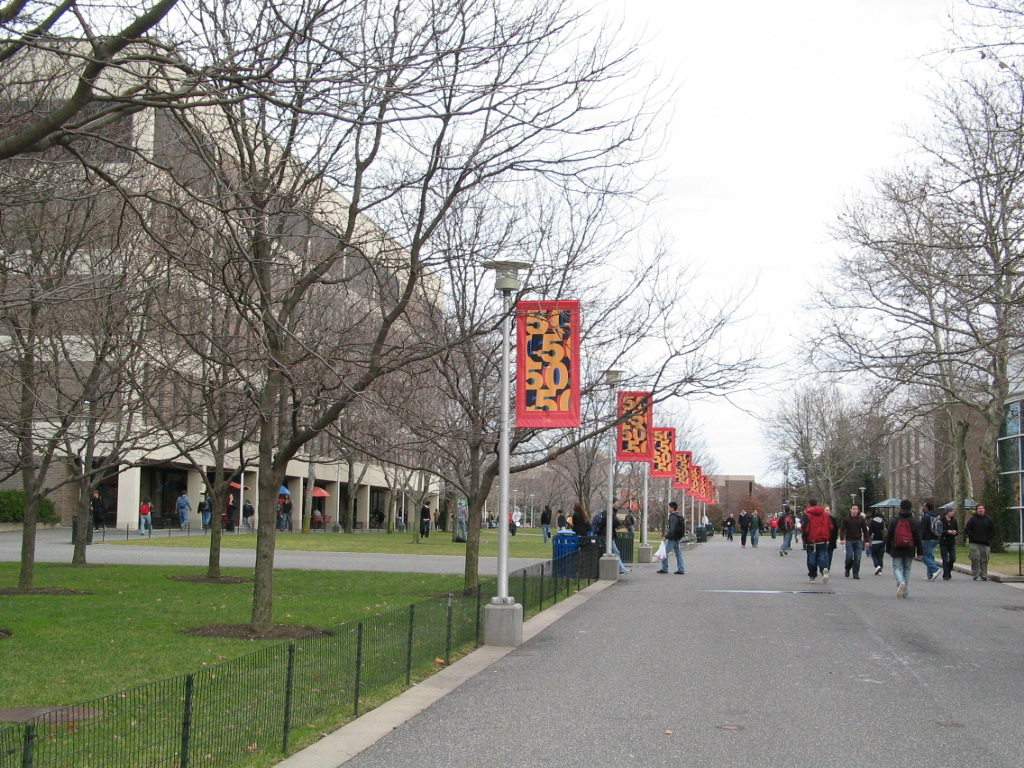
الزقاق الرئيسي عبر حرم جامعة ستوني بروك

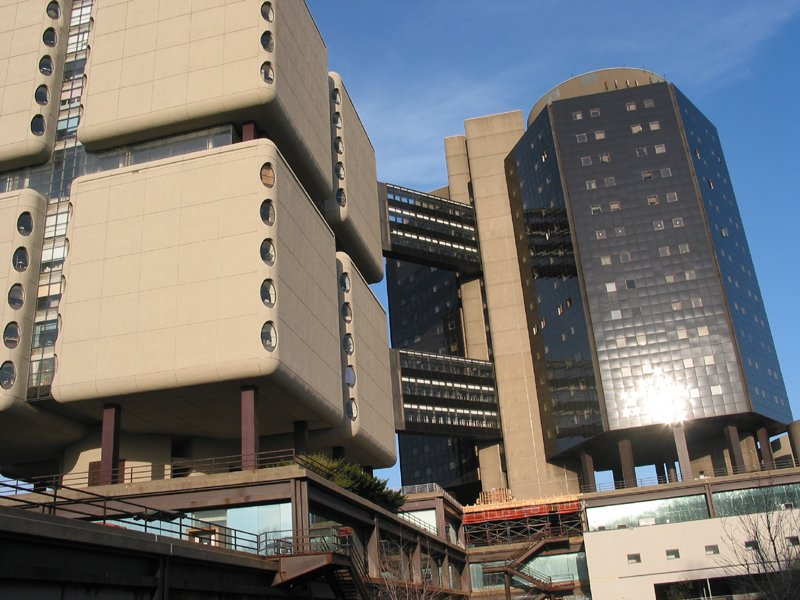
مستشفى جامعة ستوني بروك

تبرع ملفيل بالأرض والأموال لولاية نيويورك لإنشاء فرع لجامعة ولاية نيويورك في المنطقة. أدى ذلك إلى ما كان يُطلق عليه آنذاك كلية جامعة الولاية في لونغ آيلاند ، في ذلك الوقت في أحياء خليج أويستر المحدودة، لنقل موقعها وتغيير اسمه إلى جامعة ستوني بروك . كما تبرع ملفيل بأراضي وأموال لمنطقة المدرسة المحلية. تخدم مدرسة Three Village Central School District اليوم العديد من المجتمعات في المنطقة المجاورة وقد سميت مدرسة Ward Melville High School الرائدة باسم المحسن .
تشتمل مناطق الجذب السياحي على Stony Brook Grist Mill ومتحف لونغ آيلاند للفن الأمريكي والتاريخ والعربات، وهو مجمع كبير من المباني المعروفة أصلاً باسم Stony Brook Carriage House ومتحف سوفولك. مناطق الجذب الأخرى في Stony Brook هي ويليام سيدني ماونت هاوس في القرن التاسع عشر وكنيسة سانت جيمس الأسقفية ومنطقة ويست ميدو بيتش التاريخية.

## جغرافية

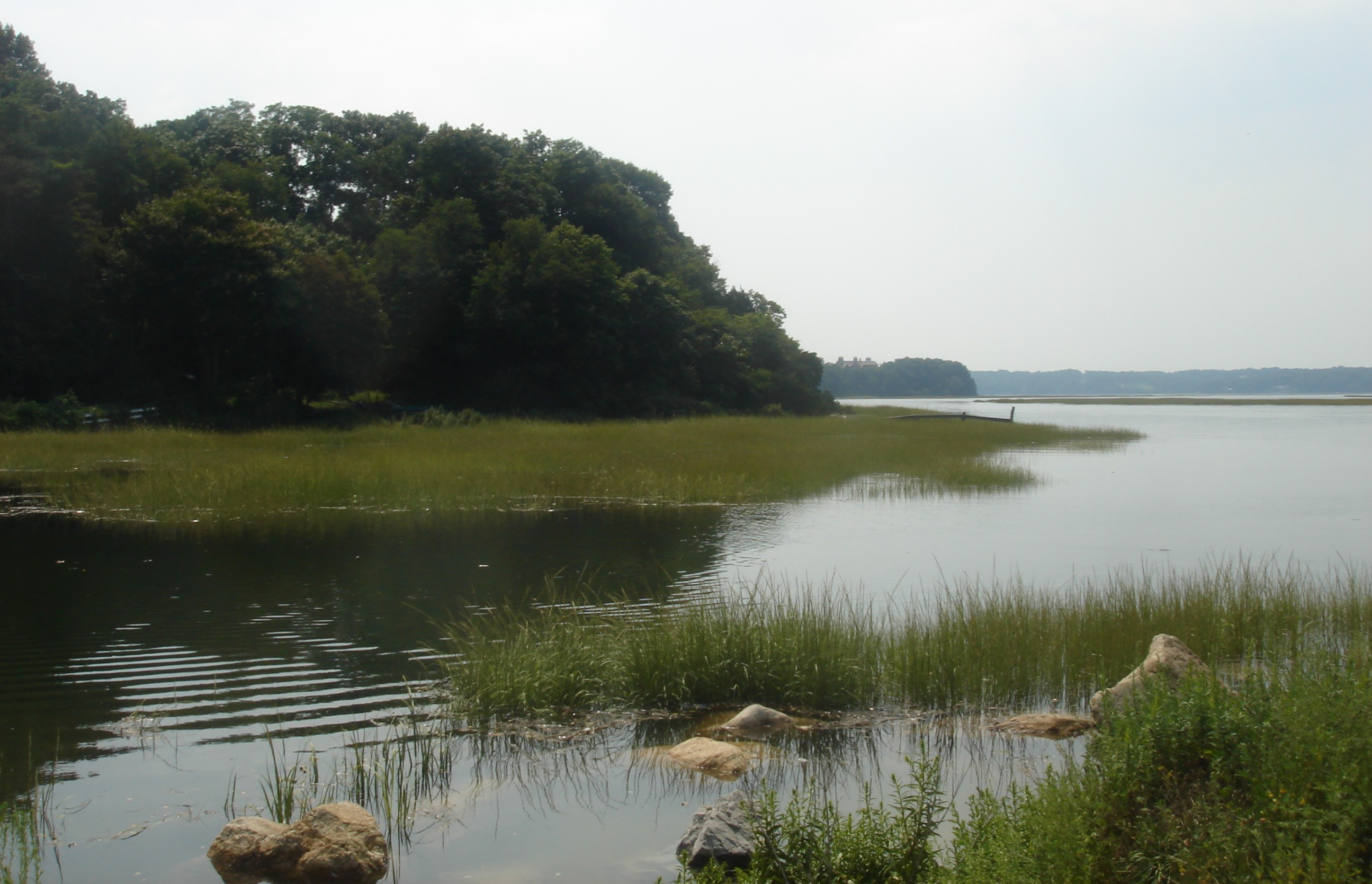
ميناء ستوني بروك